# Frank Orban
Frank Orban (nascido em 29 de setembro de 1964) é um ex-ciclista belga de ciclismo de pista. Representou seu país, Bélgica, na corrida de velocidade nos Jogos Olímpicos de Verão de 1984 em Los Angeles.